# Toropec
Toropec (rusky Торопец) je město v Tverské oblasti v Ruské federaci. Při sčítání lidu v roce 2010 měl přes třináct tisíc obyvatel.

## Poloha a doprava
Toropec leží v západní části Valdajské vrchoviny na řece Toropě, přítoku Západní Dviny. Od Tveru, správního střediska oblasti, je vzdálen přibližně 330 kilometrů západně.
Od roku 1907 vede přes město železniční trať spojující města Bologoje a Velikije Luki.

## Dějiny
První zmínka je o Toropeci je v Ipatěvském spise, podle kterého patřil Toropec v roce 1074 pod Smolenské knížectví. Od roku 1167 byl sídlem vlastního knížectví, které se ovšem včlenilo do Novgorodské republiky.
Od 13. století začíná na Toropec útočit velkoknížectví litevské, které si jej v 14. století pod vedením Algirdase podmaňuje.
Roku 1503 dobývá Toropec Moskevské velkoknížectví a stává se z něj obchodní středisko na západní hranici Ruska. K roku 1708 se stává součástí Ingrijské gubernie, od roku 1777 je součástí Pskovské gubernie.
Za druhé světové války byl Toropec obsazen 29. srpna 1941 jednotkami německé armády a 21. ledna 1942 dobyt zpět jednotkami Severozápadního frontu Rudé armády.

### Rodáci
- Tichon (1865–1925), moskevský patriarcha
- Jevgenija Petrovna Antipovová (1917–2009), malířka